# Aristolochia impressinervis
Aristolochia impressinervis C.F.Liang – gatunek rośliny z rodziny kokornakowatych (Aristolochiaceae Juss.). Występuje endemiczenie w południowych Chinach, w regionie autonomicznym Kuangsi.

## Morfologia
PokrójBylina pnąca i płożąca o owłosionych pędach.
LiścieMają lancetowaty lub owalnie lancetowaty kształt. Mają 8–20 cm długości oraz 4–5 cm szerokości. Są prawie skórzaste. Ze spiczastym wierzchołkiem. Ogonek liściowy jest nagi i ma długość 1,5–2 cm.
KwiatyZygomorficzne. Zebrane są po 3–7 w gronach. Mają jasnożółtą lub zielonkawą barwę. Dorastają do 5–10 mm długości i 1–2 mm średnicy. Mają kształt wyprostowanej lub lekko wygiętej tubki. Są purpurowe wewnątrz. Łagiewka jest kulista. Podsadki mają lancetowaty kształt.
OwoceTorebki o odwrotnie jajowaty lub prawie kulistym kształcie. Mają 1–2 cm długości i 1–3 cm szerokości. Pękają przy wierzchołku.

## Biologia i ekologia
Rośnie w lasach i zaroślach. Występuje na wysokości do 400 m n.p.m. Kwitnie od maja do czerwca, natomiast owoce pojawiają się od sierpnia do października.